# در مدح علی
در مدح علی  نام یک آلبوم موسیقی سنتی ایرانی اثر عبدالوهاب شهیدی می‌باشد. در این اثر عبدالوهاب شهیدی و هنرمندانی دیگر حضور دارند و شامل چند آواز، تصنیف و دکلمه شعر می‌شود